# Xenopsaris
Genre
Xenopsaris est un genre monotypique de passereaux de la famille des Tityridae.

## Liste des espèces
Selon la classification de référence du Congrès ornithologique international (version 6.4, 2016) :
- Xenopsaris albinucha (Burmeister, 1869)
  - Xenopsaris albinucha albinucha (Burmeister, 1869)
  - Xenopsaris albinucha minor Hellmayr, 1920